# Lao po bing
Il lao po bing (dal cantonese "torta della vecchia signora" o "torta della moglie") è un dolce tradizionale cinese tipico della cucina cantonese. Il dolce, molto popolare a Hong Kong e nella Cina continentale, è una pasta sfoglia ripiena di melone invernale, pasta di mandorle e insaporita con sesamo e spezie.

## Storia
Varie leggende tentano di spiegare le origini del lao po bing. Secondo una di queste, la torta ebbe origine grazie a una coppia molto povera che viveva in un villaggio all'epoca della Cina imperiale. Quando il padre del marito si ammalò gravemente a causa di una misteriosa malattia, la coppia fu costretta a spendere tutti i suoi soldi per permettergli di guarire. Quando rimasero senza denaro, la donna si vendette come schiava per comprare delle medicine da dare al suocero. Quando suo marito si accorse del suo sacrificio, le dedicò delle torte a base di mandorle e melone invernale che iniziò a preparare e vendere. La sua ricetta, che prendeva il nome di lao po bing ("torta della moglie"), divenne così popolare che fu in grado di guadagnare abbastanza soldi per riacquistare sua moglie.
Un'altra versione vuole che la moglie di uno chef di dim sum  ispirandosi a una ricetta della famiglia di sua madre, creò un dolce con pasta di melone invernale. Quando si scoprì che il suo dolce era migliore dei dim sum venduti nelle case da tè, lo chef annunciò a tutti che era stato fatto da sua moglie.

## Caratteristiche
La torta è composta da una sottile crosta di pasta sfoglia che racchiude un ripieno a base di melone invernale, pasta di mandorle e sesamo, e speziata con polvere cinque spezie cinese. Il suo caratteristico sapore delicato, così come la consistenza a strati tipica della pasta sfoglia sono permesse dall'uso del grasso alimentare ricavato dal maiale e dal processo di glassatura con le uova sbattute. A volte, lo strutto viene sostituito con la pancetta.

## Varianti
La variante tradizionale viene dalla provincia del Guangdong, dove il ripieno è costituito da melone invernale candito. La miscela di melone invernale candito viene poi unita a semi di sesamo bianco e farina di riso glutinoso. A volte vengono aggiunti anche cocco sotto forma di purea o pasta di mandorle, nonché vaniglia. La pasta è racchiusa in un impasto in stile cantonese; il sapore autentico e la consistenza friabile della pasta frolla sono tradizionalmente prodotti utilizzando lo strutto di maiale e glassando con uova. A causa della sua crescente popolarità nei paesi occidentali, determinata dall'immigrazione, il burro viene talvolta utilizzato al posto dello strutto, anche se ciò ne altera il gusto. Il livello di dolcezza è delicato, rispetto ai dolci occidentali.
Esistono diverse varianti locali e regionali del lao po bing. Le varianti del sud-est asiatico possono includere spezie come le cinque spezie cinesi (五香粉). Sebbene questa spezia sia di origine cinese, tradizionalmente non veniva utilizzata nel lao po bing. Nella regione del Guangdong e ad Hong Kong viene cucinata una ricetta a base di melone invernale candito, semi di sesamo bianco e farina di riso glutinoso e cocco a scaglie o in poltiglia. La torta è molto simile alla cosiddetta "torta del marito" o lao gong bing, che contiene un ripieno a base di anice stellato.

## Leggende sull'origine
Sono molte le leggende che tentano di spiegare le origini del lao po bing. Una racconta la storia di una coppia che viveva una vita molto povera nella Cina imperiale. Si amavano e vivevano in un piccolo villaggio. All'improvviso si diffuse una misteriosa malattia e il padre del marito si ammalò gravemente. La coppia spese tutti i soldi per curare il padre dell'uomo. La moglie si vendette come schiava in cambio di denaro per acquistare medicine per il suocero. Una volta che il marito venne a sapere cosa faceva sua moglie, preparò una torta ripiena di melone invernale zuccherato e mandorle. Dedicò questo dolce a sua moglie che non avrebbe mai potuto dimenticare e lo vendette per strada. La sua torta divenne così popolare che riuscì a guadagnare abbastanza soldi per ricomprare sua moglie.
Esiste un'altra versione in cui l'uomo andò a cercare sua moglie dopo aver guadagnato abbastanza soldi per ricomprarla. Durante la sua ricerca, prese una tazza di tè in una casa da tè locale, quando improvvisamente riconobbe il dolce che stavano servendo insieme al tè. L'uomo e sua moglie si riunirono quindi nella casa da tè.
Un'altra storia racconta della moglie di uno chef di dim sum che creò un dolce con melone invernale influenzato da una ricetta della famiglia di sua madre. Si scoprì che il nuovo dolce aveva un sapore migliore dei dim sum nelle case da tè, e lo chef disse con orgoglio a tutti che era stata fatta da sua moglie, da qui il nome di "torta della moglie".